# یوسف محمد
یوسف محمد (عربی: يوسف واصف محمد؛ زاده ۱ ژوئیهٔ ۱۹۸۰) یک بازیکن فوتبال است.
وی همچنین در تیم ملی فوتبال لبنان بازی کرده است.